# Courcelles (Nièvre)
 Courcelles  es una población y comuna francesa, en la región de Borgoña, departamento de Nièvre, en el distrito de Clamecy y cantón de Varzy.

## Demografía
| 324 | 301 | 266 | 227 | 254 | 225 |
| Para los censos de 1962 a 1999 la población legal corresponde a la población sin duplicidades (Fuente: INSEE [Consultar]) |     |     |     |     |     |